# Бодяк разнолистный
Бодя́к разноли́стный (лат. Círsium heterophýllum) — многолетнее травянистое растение, вид рода Бодяк (Cirsium) семейства Сложноцветные (Compositae). Лектотип рода.
Преимущественно европейское растение, встречается в большинстве регионов Европейской части России, в лесах и на лугах.

## Ботаническое описание

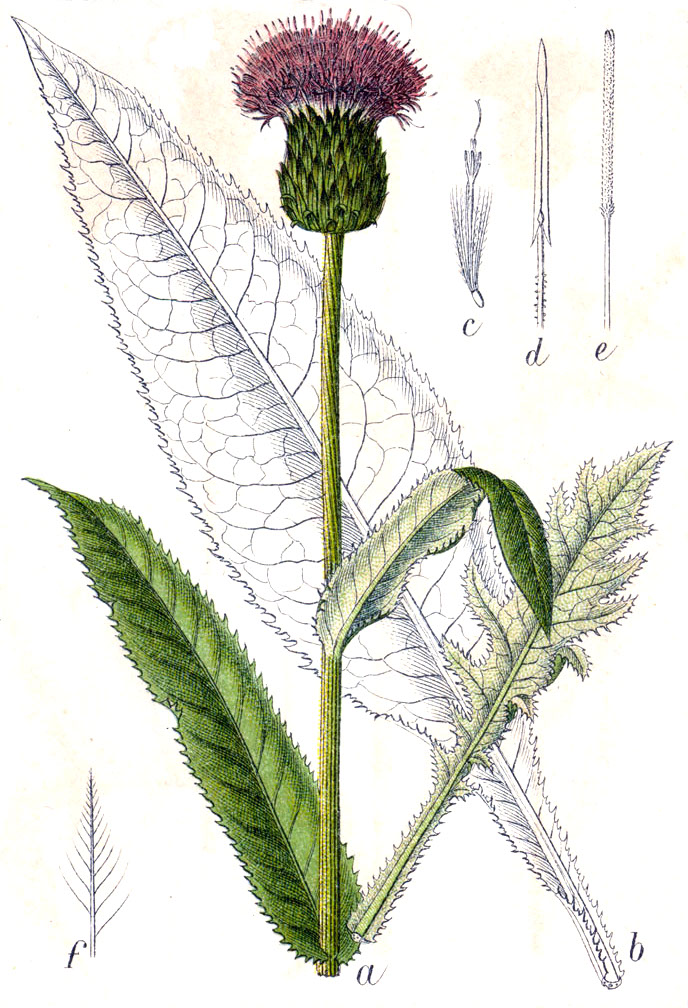

Многолетнее растение с удлинённым корневищем, гемикриптофит по Раункиеру. Стебель (30)40—100(150) см высотой, простой или единожды (дважды) разветвлённый в верхней части, продольно бороздчато-ребристый, бледно-зелёный, часто с фиолетовым оттенком, наиболее заметным в верхней части, под соцветиями с белым войлочным опушением, облиственный обычно только в нижней половине.
Листья плоские, сверху желтовато-зелёные, снизу серые от беловатого войлочного опушения, прикорневые и нижние стеблевые от эллиптических до ланцетовидных в очертании, с колюче-зубчатым краем, нередко перисто-лопастные, на крылатом колючем черешке; верхние стеблевые ланцетные или продолговато-ланцетные, сидячие, стеблеобъемлющие, с ушками.
Корзинки одиночные или по 2—3 на верхушке стебля, 3—5 см в диаметре, округло-яйцевидные, с многорядной обёрткой из прямых зелёных ланцетовидных листочков с тёмным концом 10—28×3—4 мм, внешние из которых острые, средние — притупленные, а внутренние — с перепончатым придатком. В основании корзинок расположены 1—2 прицветных листа. Цветки трубчатые, 25—30 мм длиной, красновато-сиреневые, редко белые, глубоко разделённые на 5 лопастей.
Семянки 4—5 мм длиной, бледно-коричневые, с белым многорядным хохолком 22—26 мм длиной.

## Распространение
Европейско-сибирский бореально-горный вид, распространённый в Северной Европе, в горах Центральной Европы, в европейской части России и Западной Сибири. Натурализовался в Гренландии.
Произрастает по сырым лугам, лесным полянам и опушкам, в оврагах, среди кустарника. В горах северных и приполярных областей Европы поднимается достаточно высоко, встречаясь среди всего нескольких прочих видов высших растений в зонах горных тундры.
В Восточной Сибири замещается близким видом бодяком девясиловидным (Cirsium helenioides (L.) Hill, 1768), который по некоторым классификациям признан синонимом или гибридом Cirsium ×helenioides (L.) Hill, 1768.

## Значение и применение
Медоносное растения. Продуктивность мёда в условиях Западной Сибири при сплошном произрастании может достигать 240 кг/га.
Охотно поедается северным оленем (Rangifer tarandus Linnaeus) летом и осенью. Поедается алтайским маралом (Cervus elaphus sibiricus Severtzow).

## Классификация

### Таксономия[12]
Cirsium heterophyllum (L.) Hill, 1768, Hort. Kew. 64; All. Fl. Pedem. i. 152
Вид Бодяк разнолистный относится к роду Бодяк (Cirsium) семейства Астровые (Asteraceae) порядка Астроцветные (Asterales). Кладограмма в соответствии с Системой APG IV:
|  |                                      |  |                                   |                                   |                    |  | ещё 10 семейств | ещё 10 семейств |                    |  |  |  | еще 510 подтвержденных и 521 в статусе "непроверенных" видов и инфравидовых таксонов |
|  |                                      |  |                                   |                                   |                    |  | ещё 10 семейств | ещё 10 семейств |                    |  |  |  | еще 510 подтвержденных и 521 в статусе "непроверенных" видов и инфравидовых таксонов |
|  |                                      |  |                                   | порядок Астроцветные              |                    |  |                 |                 | род Бодяк          |  |  |  |                                                                                      |
|  |                                      |  |                                   | порядок Астроцветные              |                    |  |                 |                 | род Бодяк          |  |  |  |                                                                                      |
|  | отдел Цветковые, или Покрытосеменные |  |                                   |                                   | семейство Астровые |  |                 |                 | Бодяк разнолистный |  |  |  |                                                                                      |
|  | отдел Цветковые, или Покрытосеменные |  |                                   |                                   | семейство Астровые |  |                 |                 |                    |  |  |  |                                                                                      |
|  |                                      |  | ещё 63 порядка цветковых растений | ещё 63 порядка цветковых растений |                    |  |                 | ещё 1804 рода   | ещё 1804 рода      |  |  |  |                                                                                      |
|  |                                      |  |                                   | ещё 63 порядка цветковых растений |                    |  |                 |                 | ещё 1804 рода      |  |  |  |                                                                                      |

### Гибриды
- Cirsium heterophyllum (L.) Hill, 1768 × Cirsium palustre (L.) Scop., 1772] = Cirsium ×wankelii Reichardt, 1861
- Cirsium heterophyllum (L.) Hill, 1768 × Cirsium oleraceum (L.) Scop., 1772] = Cirsium ×affine Tausch, 1833

### Синонимы
- Carduus ambiguus  Pers.
- Carduus autareticus  Vill.
- Carduus hastatus  Lam.
- Carduus helenifolius  Salisb.
- Carduus heterophyllus  L.
- Carduus polymorphus  Lapeyr.
- Carduus pumilus  Vill.
- Cirsium autareticum  Mutel
- Cirsium carolorum  C.Jenner ex Nyman
- Cirsium hastatum  Thell. ex Schinz
- Cirsium helenioides  All.
- Cirsium heterophyllum subsp. heterophyllum
- Cirsium heterophyllum var. heterophyllum
- Cirsium heterophyllum var. obskiense  Lomon.
- Cirsium mielichhoferi  Saut.
- Cirsium pauciflorum  W.D.J.Koch
- Cnicus ambiguus  Loisel.
- Cnicus heterophyllus  (L.) Retz.
- Cynara diversifolia  Stokes